# Church of God General Conference
Die Church of God General Conference (CoGGC) ist eine protestantische antitrinitarische Kirche in den Vereinigten Staaten.

## Geschichte und Theologie
Die Church of God General Conference geht zurück auf das nordamerikanische Restoration Movement (Restauration ≈ Wiederherstellung) im 19. Jahrhundert und teilt sich eine gemeinsame Herkunft mit den ebenfalls antitrinitarischen Christadelphians. Der aus dem englischen Halifax kommende frühere Baptist Benjamin Wilson übersiedelte Mitte des 19. Jahrhunderts in die Stadt Geneva im Bundesstaat Illinois und kam bald in Kontakt mit dem ebenfalls aus England stammenden John Thomas, dem späteren Gründer der Christadelphians. Beide standen auch in Verbindung mit Joseph Marsh, einem früheren Prediger der nach William Miller benannten adventistischen Bewegung der Milleriten, die die Wiederkehr Jesu für das Jahr 1844 verkündet hatten. Benjamin Wilson und John Thomas teilten gemeinsame theologische Positionen wie die Glaubenstaufe, die Ganztodtheorie, die Ablehnung der Trinität und die Betonung des Stellenwerts der Versprechen Gottes an Abraham. Beide arbeiteten in Folge eng zusammen, trennten sich jedoch 1862 nach einem theologischen Disput über die Auslegung des Passus auferstehen unverweslich im Ersten Korintherbrief (1. Korinther 15,52 ) und seine Übereinstimmung mit Passagen im Römerbrief (Römer 14,10 ) und Zweiten Korintherbrief (2. Korinther 5,10 ). Wilson war unter Verweis auf 1. Kor. 15,52 der Ansicht, dass die verstorbenen Gerechten vor ihrer Unsterblichkeit nicht noch einem Gericht zugeführt würden (universale Auferstehung). Dem widersprach Thomas unter Verweis auf Römer 14,10 und 2. Kor. 5,10. Die Kontroverse wurde später als Immortal Emergence (etwa Entstehung der Unsterblichen) bekannt. In Folge formierten sich jeweils separate Gemeinden. Wilsons Gemeinde wurde als Church of God of the Abrahamic Faith (≈ Gemeinde Gottes des Abrahamitischen Glaubens) bekannt, die Gemeinde um John Thomas als Christadelphians (≈ Brüder in Christus). Die neue Kirche konnte sich in den folgenden Jahren über mehrere Bundesstaaten ausbreiten. Es entstanden regionale Konferenzen und 1888 gründete sich in Philadelphia ein erster Dachverband. Die überregionale Zusammenarbeit kam aber bald ins Stocken, auch vor dem Hintergrund des stark ausgeprägten Kongregationalismus der einzelnen Gemeinden. Nachdem sich zu Beginn des 20. Jahrhunderts eine Mehrheit der Gemeinden für das offene Abendmahl, für die universale Auferstehung und später auch für den Glauben an den Teufel als reale Person aussprach, bildeten die Gemeinden, die dem widersprachen, die Church of the Blessed Hope. Die Mehrheit, die an den neuen Positionen festhielt, formierte sich schließlich 1921 als Konferenz auf nationaler Ebene in Waterloo im US-Bundesstaat Iowa unter dem Namen Church of God (General Conference). Ihren Sitz hat die Kirche in McDonough im Bundesstaat Georgia. Ausbildungsstätte ist das Atlanta Bible College & Seminary. Der Church of God (General Conference) gehörten zu Beginn der 2010er Jahre gut 5000 Mitglieder in 89 Gemeinden an.
Die Kirche ist kongregationalistisch, also mit starker Gemeindeautonomie, strukturiert. Theologisch reklamiert die Kirche für sich einen theologischen Unitarismus, lehnt also das Konzept der Trinität und auch die Präexistenz Christi ab. Hier steht sie in der Tradition des Sozinianismus. Gemeinden der CoGGC beteiligen sich auch an der Unitarian Christian Alliance. Die Bibel wird als inspiriertes Wort Gottes verstanden. Wie die Adventisten erwarten sie die nahe Wiederkunft Jesu (Parusie). Die Taufe wird (wie bei den Baptisten und vielen täuferischen Kirchen) als Immersion (Untertauchtaufe) praktiziert. Zudem werden die Ganztodtheorie und die Vorstellung einer universellen Auferstehung vertreten. Theologisch besteht bis heute eine Nähe zu den Christadelphians. Anders als die Christadelphians (und die Church of the Blessed Hope) vertritt die Mehrheit der Gemeinden der CoGGC allerdings, dass der Teufel (als gefallener Engel) eine reale Figur, also kein reines Symbol, ist.